# Cervino
Cervino là một đô thị ở tỉnh Caserta trong vùng Campania của Ý, có vị trí cách khoảng 30 km về phía đông bắc của Napoli và khoảng 7 km về phía đông của Caserta. Tại thời điểm ngày 31 tháng 12 năm 2004, đô thị này có dân số 5.137 người và diện tích là 8,0 km².
Cervino giáp các đô thị: Durazzano, Maddaloni, Santa Maria a Vico, Valle di Maddaloni.